# The Business of Love
The Business of Love er en amerikansk stumfilm fra 1925 instrueret af Jess Robbins.

## Medvirkende
- Edward Everett Horton som Edward Burgess
- Barbara Bedford som Barbara Richmond
- Zasu Pitts som Miss Wright
- Tom Ricketts som Noah Burgess
- Dorothy Wood som Inez Scarborough
- Carl Stockdale som James Scarborough
- Tom Murray som Sweeney